# Ius Constitutionale Commune en América Latina
El Ius Constitutionale Commune en América Latina o ICCAL es una plataforma de trabajo para académicos, juristas, ONGs, sociedad civil, jueces, funcionarios y líderes sociales latinoamericanos y de otras regiones. Por tanto, se erige como un colectivo multidisciplinar que apoya las trasformaciones sociales a través del derecho, con el fin de materializar las principales promesas de las constituciones nacionales y de los tratados hola XX y el inicio del XXI.
El ICCAL está ligado a la idea del constitucionalismo transformador, que defiende la constitución como el mejor instrumento para tanto impulsar el desarrollo, la equidad y la mejora de la sociedad, y a la expansión del derecho constitucional en la región. Así, aun cuando el constitucionalismo transformador es un fenómeno global, el ICCAL pone el acento en los rasgos propios de América Latina merecedores de una atención especial, los cuales sean relevantes para la región y que puedan servir también como referente en otros lugares del mundo.

## Funciones
El Ius Constitucionale Commune en América Latina (ICCAL) es un enfoque jurídico emergente y un proyecto académico que surge en el ámbito latinoamericano. Su objetivo es describir la transformación que muestra el derecho público en América Latina y cómo a través de este proceso se pueden promover la democracia, los derechos humanos y el estado de derecho en la región.  El ICCAL identifica y subraya los rasgos comunes que comparten las constituciones de los países latinoamericanos y los tratados internacionales. Para ello analiza y estudia las cláusulas de apertura y los elementos comunes que permiten la consolidación de una comunidad jurídica en la región, principalmente a partir de lo que se ha denominado cuerpo jurídico o corpus iuris.
Una de sus principales actividades consiste en analizar las prácticas y avances más destacados en lo que se refiere a la interacción entre el derecho constitucional y el internacional. De esta forma, busca contribuir a la construcción y consolidación de un derecho común o commune entre los estados latinoamericanos. Además de servir de puente entre la academia y las instituciones públicas. De este modo, corresponde a un nodo interconectado con muchos otros nodos.
Algunas de las principales instituciones colaboradoras incluyen el Instituto de Investigaciones Jurídicas (IIJ) Universidad Nacional Autónoma de México (UNAM), Pontificia Universidad Católica de Sao Paulo (Brasil), Universidad de Buenos Aires (Argentina), Universidades Externado y de los Andes (Colombia), Universidad de Chile, Universidad del País Vasco, el Instituto Max Planck de Derecho Público Comparado y Derecho Internacional, la Universidad de Bolonia, la Deutsche Hochschule für Verwaltungswissenschaften Speyer (DHV Speyer), el director del IIJ-UNAM, el presidente del Instituto Iberoamericano de Derecho Constitucional y el Programa Estado de Derecho para América Latina de la Fundación Konrad Adenauer. 
Actualmente, el ICCAL cuenta con una red de más de 250 académicos. Presentes en conferencias, talleres, cursos de verano y publicaciones conjuntas, también se involucran organismos interamericanos e instituciones nacionales de derechos humanos así como de tribunales nacionales.

## Antecedentes
El Ius Constitutionale Commune en América Latina surgió de la interacción entre académicos europeos y de América Latina; sin embargo, construye sobre los cimientos sentados por una gran tradición de trabajos académicos sobre derecho público y constitucionalismo comparado en América Latina. Quizás, sus primeros gérmenes se pueden encontrar en la creación del Instituto Iberoamericano de Derecho Constitucional (1974). Esta organización creó una plataforma para un proyecto académico con el fin de analizar en toda la región las interacciones del derecho público. De esta forma, se  empezaron a sistematizar las apuestas centrales del constitucionalismo de la segunda mitad del siglo XX, con especial énfasis en el esquema que surgió en contra de las dictaduras militares que se establecieron en la región entre la década de los sesenta y ochenta. 
Al estar enfocado especialmente en América Latina, el ICCAL está conformado por una red de investigadores e instituciones provenientes de distintas partes de América Latina, el Caribe y Europa. Por tanto, forma parte de fenómeno contemporáneo que examina las interconexiones y diferencias entre los ordenamientos jurídicos. El ICCAL elabora sobre el “neoconstitucionalismo” latinoamericano, compartiendo con éste un compromiso firme con el cumplimiento de los principios y valores que constituyen el núcleo normativo de las constituciones nacionales, así como su énfasis en los enfoques hermenéuticos de la adjudicación constitucional. Además, Ius Constitutionale Commune en América Latina presenta un enfoque específicamente latinoamericano del derecho público y, por lo tanto, está en diálogo con otras instituciones académicas colectivas que buscan leer el derecho desde el Sur Global.  Dicho de otra forma, el ICCAL forma parte de un nuevo fenómeno que recoge cómo los diferentes ordenamientos jurídicos se encuentran interconectados por un denominador común denominado constitucionalismo transformador.

## Características principales
El ICCAL es una corriente que describe una práctica jurídica ya asentada a nivel supranacional, que a su vez crea espacios de interacción académica y profesional. Así, sirve como nexo de unión entre los instrumentos jurídicos interamericanos, como la Convención Americana sobre Derechos Humanos (CADH), las constituciones nacionales y el derecho internacional. Todo ello, por supuesto, sin dar la espalda a los procesos sociales que siempre inciden en la evolución del derecho. 
Las tres características que definen al ICCAL son su función analítica, su posición normativa y su enfoque metodológico.

### 1. La función analítica
Uno de los pilares del ICCAL es la idea de que el análisis jurídico debe partir de la interacción entre normas, regímenes e instituciones. Por lo tanto, se centra en la interacción entre las constituciones nacionales y el derecho internacional, ejemplificado en América Latina por el Sistema Interamericano de Derechos Humanos. En consecuencia, ICCAL explora cómo los desarrollos interamericanos han permeado, informado y fortalecido los discursos transformadores internos. Además, el ICCAL examina los procesos dinámicos de influencia y difusión jurídica, mediante la identificación de elementos comunes en los sistemas nacionales y la forma en que se transmiten al ámbito internacional. Así, el ICCAL se centra en entender y explicar cómo las instituciones nacionales e interamericanas aplican estos principios que han dado lugar a la irrupción de un derecho con identidad propia y de alta relevancia para la definición del contenido y alcance del derecho en escala global.
El ICCAL contribuye a la construcción de un espacio jurídico común latinoamericano y, a su vez, a describir sus características. Para ello se centra en diversas técnicas jurídicas como son las doctrinas del bloque constitucional y el control de la convencionalidad. Por otro lado, también enfatiza la importancia del diálogo judicial, la inclusión y/o el pluralismo constitucional. Asimismo, uno de los pilares del ICCAL es que contempla un enfoque global del derecho público, que da una gran importancia al derecho comparado y que incluye una argumentación basada en principios.
El ICCAL se ha concebido para conectar fenómenos, experiencias y teorías jurídicas y defiende que la interacción entre el derecho internacional y el propio de cada país ha hecho que surja un fenómeno jurídico que se caracteriza por su potencial transformador.

### 2. La posición normativa
El Ius Constitutionale Commune en América Latina promueve el constitucionalismo transformador. Más concretamente, defiende el respeto de los derechos humanos, los valores democráticos y el Estado de Derecho. Por ello se centra en multiplicar las herramientas que podrían generar, a través del Derecho, las prácticas transformadoras que se requieren en América Latina.
La posición normativa del ICCAL surge de la necesidad de superar la falta de eficacia de las constituciones nacionales y los tratados internacionales. Este hecho, conocido con el nombre de ‘brecha en la implementación’ se debe tanto a frenos institucionales como sociales ligados a la exclusión y la desigualdad. 
Según la Comisión Económica para América Latina y el Caribe (CEPAL), América Latina es la región más desigual del mundo y en ese contexto, el Ius Constitutionale Commune en América Latina mantiene un firme compromiso contra la exclusión. Por ello, reducir la desigualdad, la violencia y la exclusión social o fortalecer a las instituciones estatales son sus principales objetivos. Para el ICCAL, el principio de igualdad no consiste solo en prohibir la discriminación, también implica reconocer y superar las formas más comunes de desigualdad social. Todo ello a través del Derecho e impulsando una sociedad realmente plural que tenga en cuenta y respete a los pueblos indígenas y afrodescendientes. Así, el diálogo, la inclusión y el pluralismo jurídico son algunas de sus bases fundamentales. 

### 3. El enfoque metodológico
El ICCAL se rige por una aproximación comparativa que explora las conexiones entre el derecho doméstico y el derecho internacional. Es decir, que va más allá de las corrientes teóricas tradicionales y resalta el valor de la colaboración que existe entre los tribunales nacionales y el sistema interamericano. Con todo, la mayoría de los estudios se han centrado en el rol del poder judicial sin descartar o desconocer la importancia de estudiar otras ramas del poder y organismos de control, entre otros. 
Otro de los pilares metodológicos del ICCAL está en reconocer la diversidad y el pluralismo étnico y cultural en consonancia con su compromiso en contra la exclusión. Más concretamente, pone el foco en cómo la Corte Interamericana de Derechos Humanos respeta las diversas formas de derecho social y cultural que coexisten en América Latina.
El ICCAL promueve el diálogo judicial o un modelo dialógico, que entiende la justicia como un actor fundamental para promover el diálogo democrático en la sociedad. Así, se garantiza que las decisiones que tomen los organismos públicos estén fundamentadas, cuenten con la participación de todos los afectados y planteen espacios de diálogo para abordar asuntos de constitucionalidad. 